# Nordische Skiweltmeisterschaften 2003

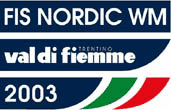

Die 44. Nordischen Skiweltmeisterschaften fanden vom 18. Februar bis 1. März 2003 in Val di Fiemme statt. Die Wintersportregion im Trentino war damit nach 1991 zum zweiten Mal Austragungsort.

## Wettbewerbe
Es wurden achtzehn Wettkämpfe ausgetragen, davon zwölf im Skilanglauf, drei im Skispringen und drei in der Nordischen Kombination. Die Skisprungwettbewerbe fanden auf der Schanzenanlage Trampolino dal Ben in Predazzo statt.
Im Wettbewerbsprogramm gab es eine Änderung: Das 2001 erstmals ausgetragene zweite Mannschaftsskispringen auf der Normalschanze wurde wieder gestrichen. Die Frauen konnten ihr Programm diesmal wieder komplett austragen einschließlich des 30-km-Langlaufs, der bei den letzten Weltmeisterschaften kältebedingt hatte ausfallen müssen. Weiterhin gab es Frauenwettbewerbe allerdings nur im Langlauf. Das änderte sich erst bei den Weltmeisterschaften 2009, als das Skispringen zunächst mit einer Disziplin auch für Frauen ins Wettkampfprogramm kam.

## Doping
Die Langlaufwettbewerbe wurden von einem Dopingskandal erschüttert.
- Den sieben finnischen Läufern Virpi Kuitunen, Milla Jauho, Harri Kirvesniemi, Jari Isometsä, Janne Immonen sowie dem mehrfachen Weltmeister und Olympiasieger Mika Myllylä wurde die Einnahme des Blutplasma-Expanders HES nachgewiesen.[1] Gegen die Antidopingbestimmungen hatte darüber hinaus die Landsfrau dieser sieben Dopingsünder Kaisa Varis verstoßen.[2] In der Folge forderten unter anderen der deutsche Bundestrainer Jochen Behle einen Boykott gegen den finnischen Langlauf.[3] Folgerichtig hatten die Dopingverstöße Konsequenzen: Die Gold-Staffel der Männer und die Silber-Staffel der Frauen wurden disqualifiziert.[4] Außerdem musste Kaisa Varis im Freistilrennen über 30 Kilometer ihre Disqualifikation hinnehmen.[5]
- Auch im österreichischen Lager gab es Ungemach durch nachträglich ausgesprochene Disqualifikationen wegen Verstoßes gegen die Antidopingbestimmungen. Betroffen davon waren Marc Mayer und Achim Walcher.[6] Mayer wurde im Sprintrennen über 1,5 Kilometer disqualifiziert[7], Walcher im Lauf über 50 Kilometer[8]. Nachträglich disqualifiziert wurde außerdem die österreichische 4x10-km-Langlaufstaffel.[9]

## Sportliche Erfolge
Die erfolgsverwöhnten Norweger waren auch bei diesen Weltmeisterschaften mit fünf Gold- und elf weiteren Silber- bzw. Bronzemedaillen wieder die beste Nation. Dahinter lag wie bei den letzten Weltmeisterschaften Deutschland mit drei WM-Titeln. Russland fiel dagegen deutlich hinter die Ergebnisse früherer Weltmeisterschaften und Olympischer Spiele zurück, was vor allem an den diesmal nicht so starken Langläuferinnen lag.
Eine ganz starke Vorstellung zeigte der Pole Adam Małysz, der beide Einzelskispringen gewann. Die schon bei früheren Weltmeisterschaften sehr starke Bente Skari aus Norwegen gewann zweimal Einzelgold in den Langlaufwettbewerben. Hier war auch Kristina Šmigun aus Estland mit einmal Gold, zweimal Silber und einmal Bronze ganz vorne dabei. Im Langlauf errang der Norweger Thomas Alsgaard einen Einzel- und den Staffeltitel. Bei den Nordisch Kombinierten war der Deutsche Ronny Ackermann mit je einer Gold- und Silbermedaille in den Einzelwettbewerben sowie einem weiteren zweiten Platz mit seinem Team der beste Sportler.

## Medaillenspiegel
| Platz | Nation             | Gold | Silber | Bronze | Gesamt |
| ----- | ------------------ | ---- | ------ | ------ | ------ |
| 01    | Norwegen           | 5    | 5      | 6      | 16     |
| 02    | Deutschland        | 3    | 5      | 0      | 8      |
| 03    | Schweden           | 2    | 1      | 3      | 7      |
| 04    | Polen              | 2    | 0      | 0      | 2      |
| 05    | Estland            | 1    | 3      | 1      | 5      |
| 06    | Russland           | 1    | 1      | 3      | 5      |
| 07    | Finnland           | 1    | 1      | 2      | 4      |
| 08    | Österreich         | 1    | 1      | 1      | 3      |
| 09    | Vereinigte Staaten | 1    | 0      | 0      | 1      |
| 09    | Tschechien         | 1    | 0      | 0      | 1      |
| 11    | Japan              | 0    | 1      | 2      | 3      |

| Platz | Sportler            | Gold | Silber | Bronze | Gesamt |
| ----- | ------------------- | ---- | ------ | ------ | ------ |
| 01    | Adam Małysz         | 2    | 0      | 0      | 2      |
| 01    | Thomas Alsgaard     | 2    | 0      | 0      | 2      |
| 03    | Ronny Ackermann     | 1    | 2      | 0      | 3      |
| 04    | Felix Gottwald      | 1    | 1      | 1      | 3      |
| 05    | Axel Teichmann      | 1    | 1      | 0      | 2      |
| 05    | Matti Hautamäki     | 1    | 1      | 0      | 2      |
| 05    | Anders Aukland      | 1    | 1      | 0      | 2      |
| 05    | Tore Ruud Hofstad   | 1    | 1      | 0      | 2      |
| 09    | Frode Estil         | 1    | 0      | 2      | 3      |
| 10    | Per Elofsson        | 1    | 0      | 1      | 2      |
| 11    | Thobias Fredriksson | 1    | 0      | 0      | 1      |
| 11    | Martin Koukal       | 1    | 0      | 0      | 1      |
| 11    | Johnny Spillane     | 1    | 0      | 0      | 1      |
| 11    | Michael Gruber      | 1    | 0      | 0      | 1      |
| 11    | Wilhelm Denifl      | 1    | 0      | 0      | 1      |
| 11    | Christoph Bieler    | 1    | 0      | 0      | 1      |
| 11    | Janne Ahonen        | 1    | 0      | 0      | 1      |
| 11    | Tami Kiuru          | 1    | 0      | 0      | 1      |
| 11    | Arttu Lappi         | 1    | 0      | 0      | 1      |
| 20    | Noriaki Kasai       | 0    | 1      | 2      | 3      |
| 21    | Anders Södergren    | 0    | 1      | 1      | 2      |
| 21    | Tommy Ingebrigtsen  | 0    | 1      | 1      | 2      |
| 23    | Håvard Bjerkeli     | 0    | 1      | 0      | 1      |
| 23    | Jaak Mae            | 0    | 1      | 0      | 1      |
| 23    | Jens Filbrich       | 0    | 1      | 0      | 1      |
| 23    | Andreas Schlütter   | 0    | 1      | 0      | 1      |
| 23    | René Sommerfeldt    | 0    | 1      | 0      | 1      |
| 23    | Thorsten Schmitt    | 0    | 1      | 0      | 1      |
| 23    | Georg Hettich       | 0    | 1      | 0      | 1      |
| 23    | Björn Kircheisen    | 0    | 1      | 0      | 1      |
| 23    | Kazuyoshi Funaki    | 0    | 1      | 0      | 1      |
| 23    | Akira Higashi       | 0    | 1      | 0      | 1      |
| 23    | Hideharu Miyahira   | 0    | 1      | 0      | 1      |
| 34    | Jörgen Brink        | 0    | 0      | 3      | 3      |
| 35    | Samppa Lajunen      | 0    | 0      | 2      | 2      |
| 36    | Tor Arne Hetland    | 0    | 0      | 1      | 1      |
| 36    | Mathias Fredriksson | 0    | 0      | 1      | 1      |
| 36    | Hannu Manninen      | 0    | 0      | 1      | 1      |
| 36    | Jouni Kaitainen     | 0    | 0      | 1      | 1      |
| 36    | Jaakko Tallus       | 0    | 0      | 1      | 1      |
| 36    | Lars Bystøl         | 0    | 0      | 1      | 1      |
| 36    | Sigurd Pettersen    | 0    | 0      | 1      | 1      |
| 36    | Bjørn Einar Romøren | 0    | 0      | 1      | 1      |

| Platz | Sportlerin                   | Gold | Silber | Bronze | Gesamt |
| ----- | ---------------------------- | ---- | ------ | ------ | ------ |
| 01    | Bente Skari                  | 2    | 0      | 0      | 2      |
| 02    | Kristina Šmigun              | 1    | 2      | 1      | 4      |
| 03    | Marit Bjørgen                | 1    | 1      | 0      | 2      |
| 03    | Claudia Künzel               | 1    | 1      | 0      | 2      |
| 03    | Evi Sachenbacher             | 1    | 1      | 0      | 2      |
| 06    | Olga Sawjalowa               | 1    | 0      | 3      | 4      |
| 07    | Manuela Henkel               | 1    | 0      | 0      | 1      |
| 07    | Viola Bauer                  | 1    | 0      | 0      | 1      |
| 09    | Hilde Gjermundshaug Pedersen | 0    | 1      | 2      | 3      |
| 10    | Jelena Buruchina             | 0    | 1      | 1      | 2      |
| 11    | Anita Moen                   | 0    | 1      | 0      | 1      |
| 11    | Vibeke Skofterud             | 0    | 1      | 0      | 1      |
| 13    | Natalja Korosteljowa         | 0    | 0      | 1      | 1      |
| 13    | Nina Gawriljuk               | 0    | 0      | 1      | 1      |

## Legende
Kurze Übersicht zur Bedeutung der Symbolik – so üblicherweise auch in sonstigen Veröffentlichungen verwendet:
| DNF | Wettkampf nicht beendet (did not finish) |
| LPD | überrundet (lapped)                      |
| DOP | wegen Dopingvergehens disqualifiziert    |

## Resultate Langlauf Männer

### 1,5 km Sprint – Freistil

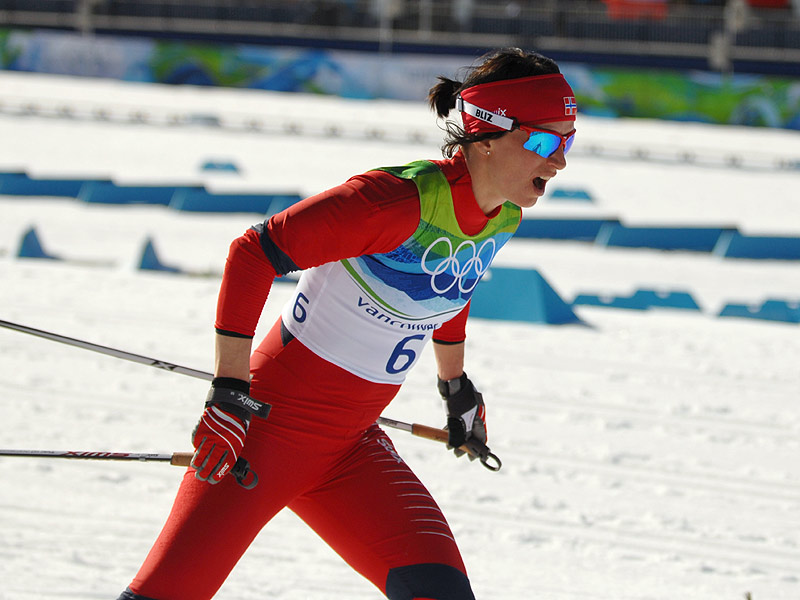
Marit Bjørgen errang den ersten WM-Titel in einer einzigartigen Karriere

| Platz | Sportler             |
| ----- | -------------------- |
| 1     | Thobias Fredriksson  |
| 2     | Håvard Bjerkeli      |
| 3     | Tor Arne Hetland     |
| 4     | Tobias Angerer       |
| 5     | Martin Koukal        |
| 6     | Freddy Schwienbacher |
| 7     | Wassili Rotschew     |
| 8     | Cristian Zorzi       |
| 9     | Mikael Östberg       |
| 10    | Anders Högberg       |

Weltmeister 2001:  Tor Arne Hetland
Olympiasieger 2002:  Tor Arne Hetland
Datum: 26. Februar 2003

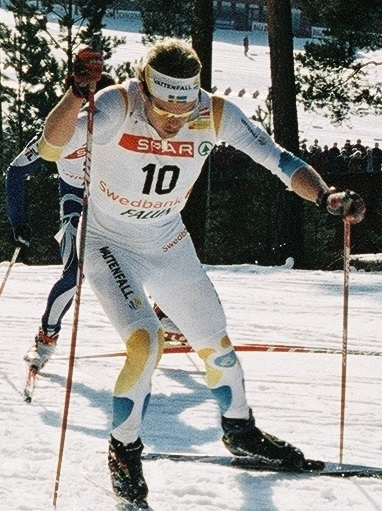
Sprintweltmeister Thobias Fredriksson

Wegen Verstoßes Gegen die Antidopingbestimmungen wurde der Österreicher Marc Mayer disqualifiziert.

### 15 km klassisch

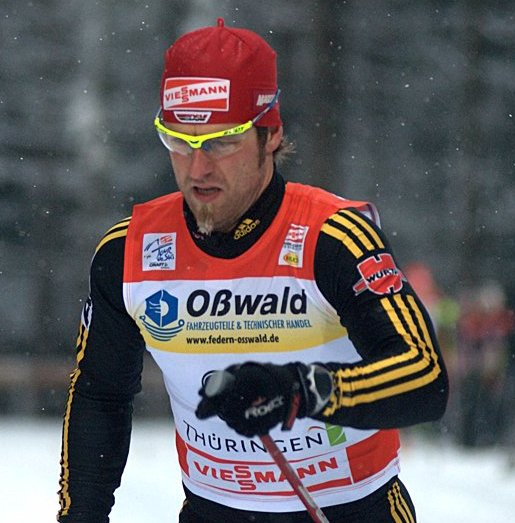
Axel Teichmann gewann das Rennen 15 km klassisch

| Platz | Sportler            | Zeit [min] |
| ----- | ------------------- | ---------- |
| 1     | Axel Teichmann      | 35:47,5    |
| 2     | Jaak Mae            | 35:54,4    |
| 3     | Frode Estil         | 35:56,0    |
| 4     | USA Kris Freeman    | 35:58,1    |
| 5     | Andreas Schlütter   | 36:00,4    |
| 6     | Ivan Bátory         | 36:05,1    |
| 7     | Mathias Fredriksson | 36:08,9    |
| 8     | Andrus Veerpalu     | 36:10,6    |
| 9     | Witali Denissow     | 36:13,2    |
| 10    | Odd-Bjørn Hjelmeset | 36:14,2    |

Weltmeister 2001:  Per Elofsson
Olympiasieger 2002:  Andrus Veerpalu
Datum: 21. Februar 2003

### 20 (10 + 10) km Skiathlon
| Platz | Sportler              | Zeit [min] |
| ----- | --------------------- | ---------- |
| 1     | Per Elofsson          | 47:42,3    |
| 2     | Tore Ruud Hofstad     | 47:42,6    |
| 3     | Jörgen Brink          | 47:42,7    |
| 4     | Markus Hasler         | 47:42,8    |
| 5     | Axel Teichmann        | 47:42,9    |
| 6     | Martin Koukal         | 47:43,2    |
| 7     | Mathias Fredriksson   | 47:43,8    |
| 8     | Freddy Schwienbacher  | 47:45,3    |
| 9     | Pietro Piller Cottrer | 47:46,4    |
| 10    | Jaak Mae              | 47:46,9    |

Weltmeister 2001:  Per Elofsson
Olympiasieger 2002:  Thomas Alsgaard und  Frode Estil
Datum: 23. Februar 2003

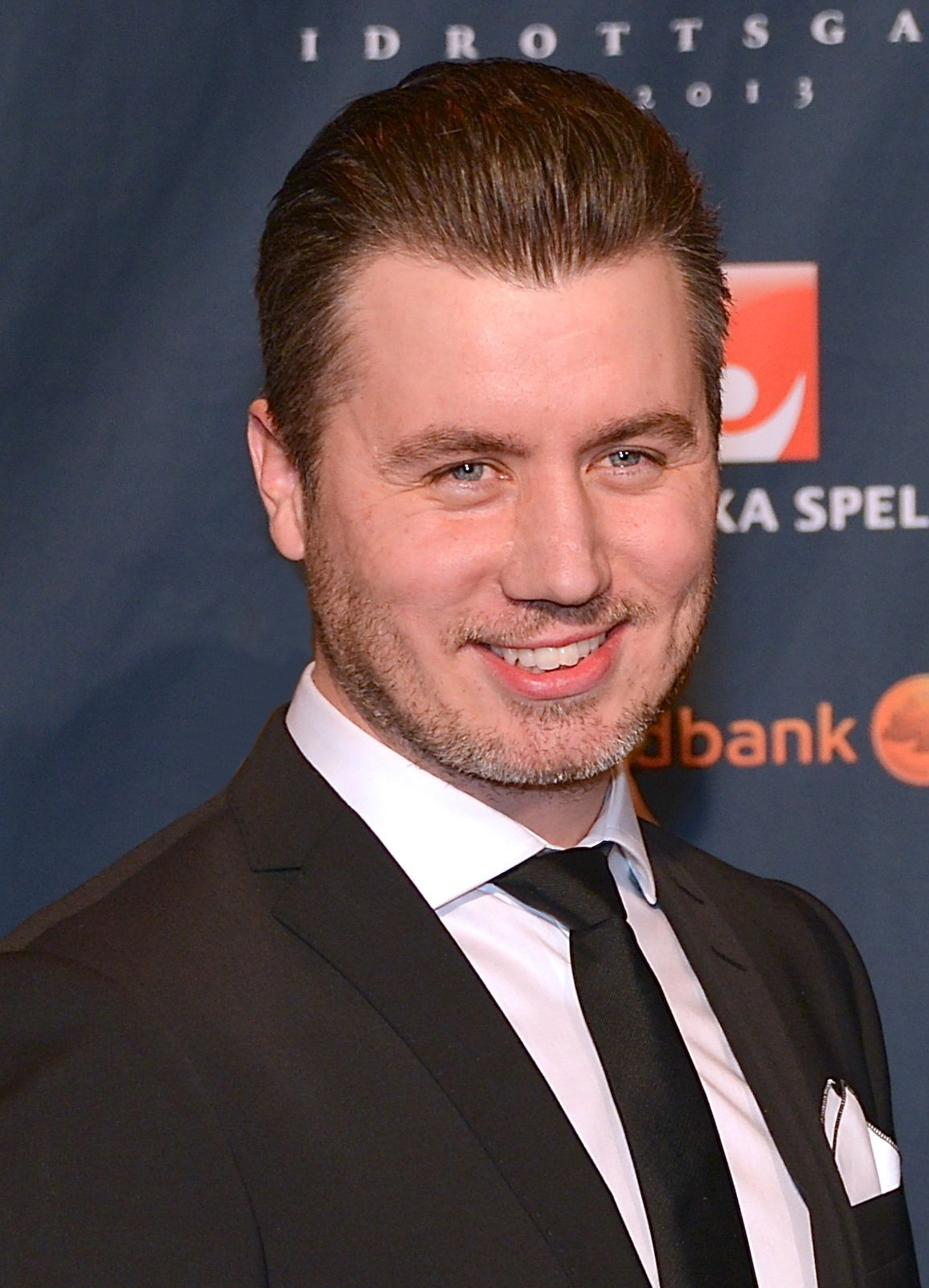
Per Elofsson verteidigte seinen Skiathlon-Titel

Zuerst erfolgte ein 10-km-Lauf im klassischen Stil und anschließend ein 10-km-Lauf im Freistil.

### 30 km Massenstart, klassisch
| Platz | Sportler            | Zeit [h]  |
| ----- | ------------------- | --------- |
| 1     | Thomas Alsgaard     | 1:12:29,3 |
| 2     | Anders Aukland      | 1:12:29,9 |
| 3     | Frode Estil         | 1:12:30,4 |
| 4     | Andrus Veerpalu     | 1:12:31,2 |
| 5     | Andreas Schlütter   | 1:12:32,1 |
| 6     | Jens Filbrich       | 1:12:34,8 |
| 7     | Jörgen Brink        | 1:12:38,7 |
| 8     | Odd-Bjørn Hjelmeset | 1:12:39,5 |
| 9     | Mathias Fredriksson | 1:12:40,6 |
| 10    | Reto Burgermeister  | 1:12:42,0 |

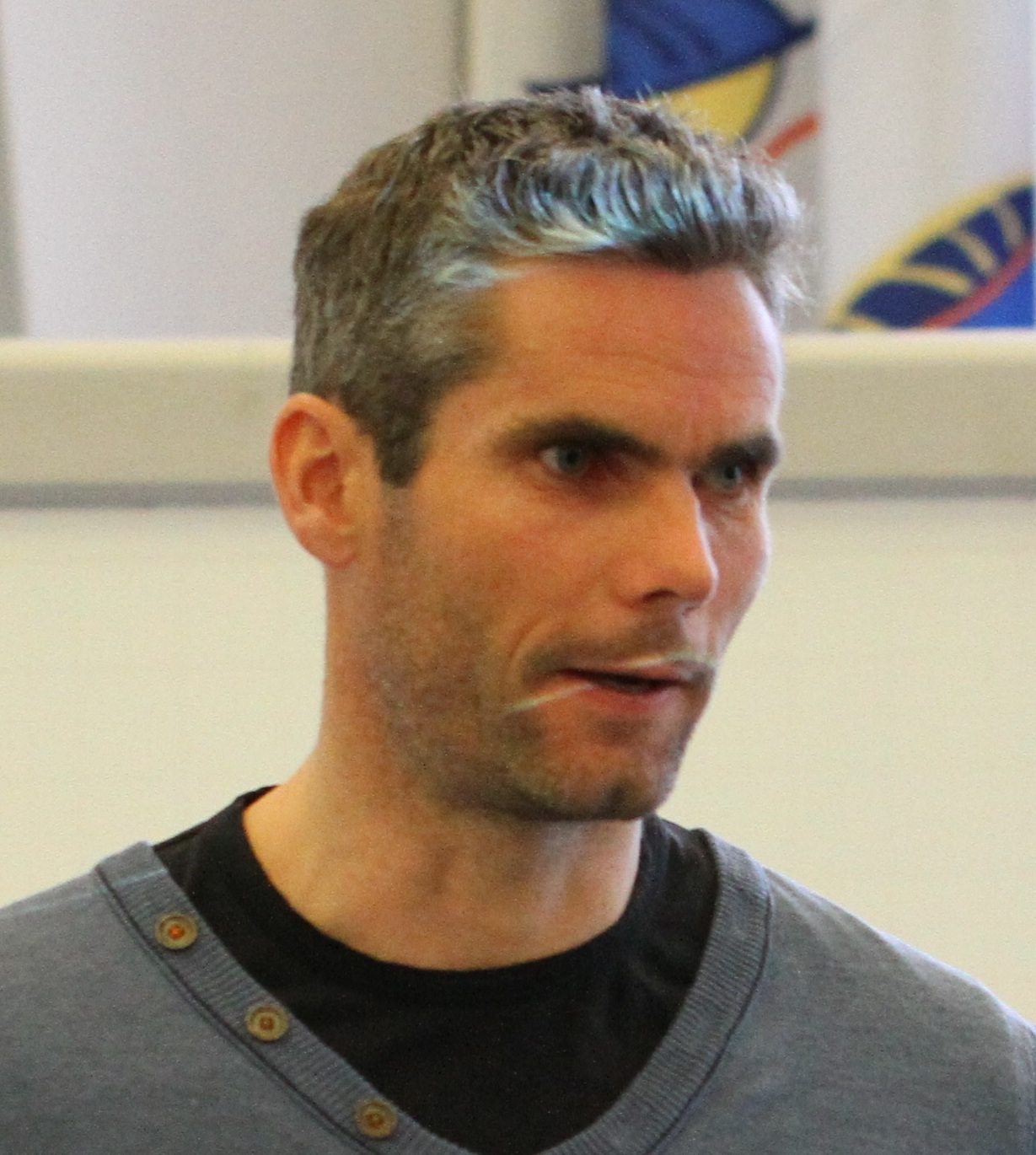
Weltmeister Thomas Alsgaard

Weltmeister 2001 (klassisch):  Andrus Veerpalu
Olympiasieger 2002 (Freistil):  Christian Hoffmann
Datum: 19. Februar 2003

### 50 km Freistil
| Platz | Sportler            | Zeit [h]  |
| ----- | ------------------- | --------- |
| 1     | Martin Koukal       | 1:54:25,3 |
| 2     | Anders Södergren    | 1:54:40,3 |
| 3     | Jörgen Brink        | 1:55:09,0 |
| 4     | Mathias Fredriksson | 1:55:25,2 |
| 5     | Carl Swenson        | 1:55:49,2 |
| 6     | Vincent Vittoz      | 1:55:59,9 |
| 7     | Markus Hasler       | 1:56:10,2 |
| 8     | Teemu Kattilakoski  | 1:56:20,6 |
| 9     | Hiroyuki Imai       | 1:57:03,4 |
| 10    | Christian Hoffmann  | 1:57:04,2 |

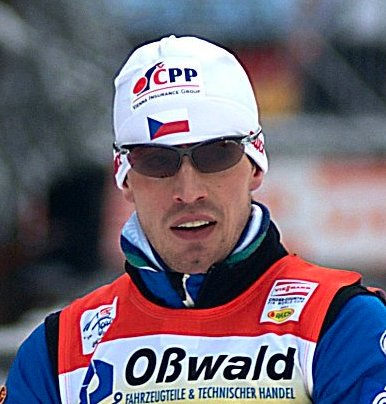
Den Skimarathon über 50 km gewann Martin Koukal

Weltmeister 2001 (Freistil):  Johann Mühlegg
Olympiasieger 2002 (klassisch):  Michail Iwanow
Datum: 1. März 2003 Kilometer
Der Österreicher Achim Walcher wurde wegen Verstoßes gegen die Antidopingbestimmungen nachträglich disqualifiziert.

### 4 × 10 km Staffel
| Platz | Land        | Sportler                                                              | Zeit [h]  |
| ----- | ----------- | --------------------------------------------------------------------- | --------- |
| 1     | Norwegen    | Anders Aukland Frode Estil Tore Ruud Hofstad Thomas Alsgaard          | 1:31:56,4 |
| 2     | Deutschland | Jens Filbrich Andreas Schlütter René Sommerfeldt Axel Teichmann       | 1:31:56,6 |
| 3     | Schweden    | Anders Södergren Mathias Fredriksson Per Elofsson Jörgen Brink        | 1:32:12,8 |
| 4     | Russland    | Wassili Rotschew Witali Denissow Sergei Nowikow Andrei Nutrichin      | 1:32:21,5 |
| 5     | Schweiz     | Reto Burgermeister Beat Koch Gion Andrea Bundi Patrick Mächler        | 1:33:16,9 |
| 6     | Finnland    | Timo Toppari Kuisma Taipale Teemu Kattilakoski Sami Repo              | 1:33:36,2 |
| 7     | Tschechien  | Lukáš Bauer Jiří Magál Petr Michl Martin Koukal                       | 1:33:37,8 |
| 8     | Estland     | Aivar Rehemaa Andrus Veerpalu Jaak Mae Indrek Tobreluts               | 1:33:44,9 |
| 9     | Japan       | Katsuhito Ebisawa Hiroyuki Imai Mitsuo Horigome Masaaki Kōzu          | 1:33:58,2 |
| 10    | Italien     | Fabio Maj Fulvio Valbusa Pietro Piller Cottrer Cristian Zorzi         | 1:33:59,6 |
| 11    | Frankreich  | Alexandre Rousselet Vincent Vittoz Emmanuel Jonnier Stéphane Passeron | 1:34:09,5 |
| 12    | USA         | Kris Freeman Andrew Johnson Justin Wadsworth Carl Swenson             | 1:34:53,2 |
| 13    | Kasachstan  | Andrei Golowko Dmitri Jerjomenko Nikolai Tschebotko Maxim Odnodworzew | 1:35:04,8 |
| 14    | Ukraine     | Hennadij Nikon Roman Lejbjuk Oleksandr Puzko Wolodymyr Olschanskyj    | 1:36:25,7 |
| 15    | Kanada      | George Grey Drew Goldsack Chris Jeffries Dan Roycroft                 | 1:40:21,4 |
| LPD   | Dänemark    | Jonas Thor Olsen Rasmus Jensen Esben Thomsen Sune Thomsen             |           |
| DOP   | Österreich  | Achim Walcher Michail Botwinow Christian Hoffmann Roland Diethard     |           |

Weltmeister 2001:  Norwegen (Frode Estil, Odd-Bjørn Hjelmeset, Thomas Alsgaard, Tor Arne Hetland)

Olympiasieger 2002:  Norwegen (Thomas Alsgaard, Frode Estil, Kristen Skjeldal, Anders Aukland)
Datum: 25. Februar 2003
Die ersten beiden Läufer jeder Mannschaft liefen im klassischen, die letzten beiden im freien Stil.
Die Staffel aus Dänemark wurde nach einer Überrundung des letzten Läufers aus dem Rennen genommen.
Die Staffel aus Österreich wurde wegen Dopingverstößen disqualifiziert.

## Resultate Langlauf Frauen

### 1,5 km Sprint – Freistil
| Platz | Sportler                     |
| ----- | ---------------------------- |
| 1     | Marit Bjørgen                |
| 2     | Claudia Künzel               |
| 3     | Hilde Gjermundshaug Pedersen |
| 4     | Beckie Scott                 |
| 5     | Evi Sachenbacher             |
| 6     | Pirjo Manninen               |
| 7     | Sara Renner                  |
| 8     | Anita Moen                   |
| 9     | Natalja Korosteljowa         |
| 10    | Stefanie Böhler              |

Weltmeisterin 2001:  Pirjo Manninen
Olympiasiegerin 2002:  Julija Tschepalowa
Datum: 26. Februar 2003

### 10 km klassisch
| Platz | Sportler                     | Zeit [min] |
| ----- | ---------------------------- | ---------- |
| 1     | Bente Skari                  | 25:47,0    |
| 2     | Kristina Šmigun              | 26:08,0    |
| 3     | Hilde Gjermundshaug Pedersen | 26:16,7    |
| 4     | Gabriella Paruzzi            | 26:53,8    |
| 5     | Olga Sawjalowa               | 26:56,7    |
| 6     | Walentyna Schewtschenko      | 27:01,2    |
| 7     | Petra Majdič                 | 27:03,8    |
| 8     | Beckie Scott                 | 27:16,8    |
| 9     | Lilija Wassiljewa            | 27:17,1    |
| 10    | Kirsi Välimaa                | 27:18,8    |

Weltmeisterin 2001:  Bente Skari
Olympiasiegerin 2002:  Bente Skari
Datum: 20. Februar 2003

### 10 (5 + 5) km Skiathlon
| Platz | Sportler                     | Zeit [min] |
| ----- | ---------------------------- | ---------- |
| 1     | Kristina Šmigun              | 26:38,4    |
| 2     | Evi Sachenbacher             | 26:39,0    |
| 3     | Olga Sawjalowa               | 26:39,0    |
| 4     | Hilde Gjermundshaug Pedersen | 26:39,5    |
| 5     | Gabriella Paruzzi            | 26:39,6    |
| 6     | Beckie Scott                 | 26:39,9    |
| 7     | Jelena Buruchina             | 26:41,3    |
| 8     | Svetlana Nagejkina           | 26:43,5    |
| 9     | Walentyna Schewtschenko      | 26:48,1    |
| 10    | Petra Majdič                 | 26:50,9    |

Weltmeisterin 2001:  Virpi Kuitunen
Olympiasiegerin 2002:  Beckie Scott
Datum: 22. Februar 2003

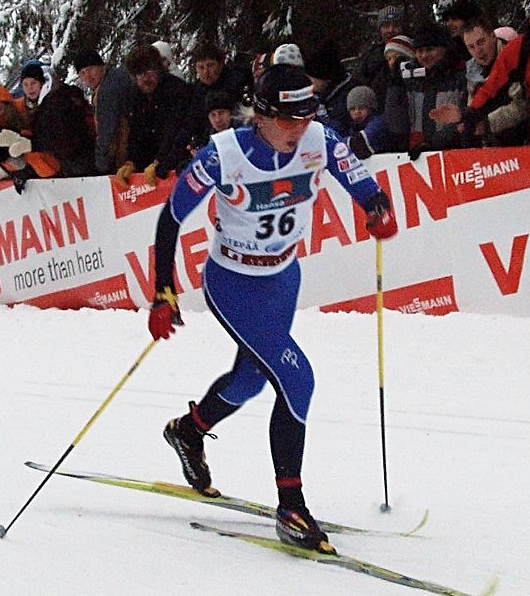
Kristina Šmigun – Skiathlon-Weltmeisterin

Zuerst erfolgte ein 5-km-Lauf im klassischen Stil und anschließend ein 5-km-Lauf im Freistil.

### 15 km Massenstart, klassisch
| Platz | Sportler                     | Zeit [min] |
| ----- | ---------------------------- | ---------- |
| 1     | Bente Skari                  | 39:40,9    |
| 2     | Kristina Šmigun              | 39:53,7    |
| 3     | Olga Sawjalowa               | 40:36,7    |
| 4     | Hilde Gjermundshaug Pedersen | 41:02,7    |
| 5     | Jenny Olsson                 | 41:12,1    |
| 6     | Riikka Sirviö                | 41:24,7    |
| 7     | Annmari Viljanmaa            | 41:27,4    |
| 8     | Petra Majdič                 | 41:16,3    |
| 9     | Manuela Henkel               | 41:28,9    |
| 10    | Elin Ek                      | 41:37,7    |

Weltmeisterin 2001 (klassisch):  Bente Skari
Olympiasiegerin 2002 (Freistil):  Stefania Belmondo
Datum: 18. Februar 2003

### 30 km Freistil
| Platz | Sportler                | Zeit [h]  |
| ----- | ----------------------- | --------- |
| 1     | Olga Sawjalowa          | 1:14:29,8 |
| 2     | Jelena Buruchina        | 1:14:45,1 |
| 3     | Kristina Šmigun         | 1:14:56,7 |
| 4     | Gabriella Paruzzi       | 1:15:02,5 |
| 5     | Sabina Valbusa          | 1:15:34,1 |
| 6     | Evi Sachenbacher        | 1:15:35,6 |
| 7     | Walentyna Schewtschenko | 1:15:57,4 |
| 8     | Nina Gawriljuk          | 1:17:03,6 |
| 9     | Beckie Scott            | 1:17:44,5 |
| 10    | Natalja Sjatikowa       | 1:18:02,7 |

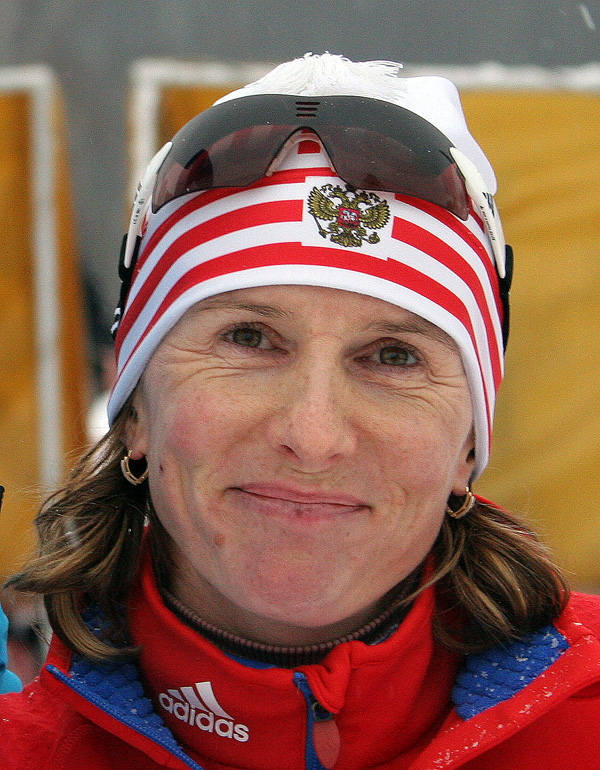
Das Rennen über 30 km gewann Olga Sawjalowa

Weltmeisterin 2001 (Freistil): kältebedingt ausgefallen
Olympiasiegerin 2002 (klassisch):  Gabriella Paruzzi
Datum: 28. Februar 2003
Wegen Verstoßes Gegen die Antidopingbestimmungen wurde die Finnin Kaisa Varis disqualifiziert.

### 4 × 5 km Staffel
| Platz | Land        | Sportler                                                                 | Zeit [min] |
| ----- | ----------- | ------------------------------------------------------------------------ | ---------- |
| 1     | Deutschland | Manuela Henkel Viola Bauer Claudia Künzel Evi Sachenbacher               | 50:54,7    |
| 2     | Norwegen    | Anita Moen Marit Bjørgen Hilde Gjermundshaug Pedersen Vibeke Skofterud   | 51:26,3    |
| 3     | Russland    | Natalja Korosteljowa Olga Sawjalowa Jelena Buruchina Nina Gawriljuk      | 52:06,3    |
| 4     | Kasachstan  | Jelena Antonowa Jelena Kolomina Oksana Jatskaja Swetlana Schischkina     | 52:13,0    |
| 5     | Belarus     | Alena Kaluhina Wera Sjatikowa Natalja Sjatikowa Svetlana Nagejkina       | 52:25,4    |
| 6     | Schweden    | Elin Ek Lina Andersson Jenny Olsson Anna Dahlberg                        | 52:25,9    |
| 7     | Italien     | Cristina Paluselli Marianna Longa Antonella Confortola Arianna Follis    | 52:34,9    |
| 8     | Tschechien  | Helena Balatková Kamila Rajdlová Ivana Janečková Petra Markelová         | 52:57,2    |
| 9     | Frankreich  | Aurélie Storti Élodie Bourgeois-Pin Annick Vaxelaire-Pierrel Émilie Vina | 53:06,0    |
| 10    | Schweiz     | Andrea Huber Seraina Mischol Laurence Rochat Natascia Leonardi Cortesi   | 53:31,1    |
| 11    | Japan       | Masako Ishida Nobuko Fukuda Sumiko Yokoyama Yuka Koshida                 | 54:12,1    |
| DOP   | Finnland    | Riikka Sirviö Virpi Kuitunen Kaisa Varis Pirjo Manninen                  |            |

Weltmeisterinnen 2001:  Russland (Olga Danilowa, Larissa Lasutina, Julija Tschepalowa, Nina Gawriljuk)

Olympiasiegerinnen 2002:  Deutschland (Manuela Henkel, Viola Bauer, Claudia Künzel, Evi Sachenbacher)
Datum: 24. Februar 2003
Die ersten beiden Läuferinnen jeder Mannschaft liefen im klassischen, die letzten beiden im freien Stil.
Die finnische Staffel belegte zunächst den zweiten Platz, wurde jedoch aufgrund einer positiven Dopingprobe von Kaisa Varis disqualifiziert.

## Resultate Skispringen Männer
Detaillierte Ergebnisse

### Normalschanze K95

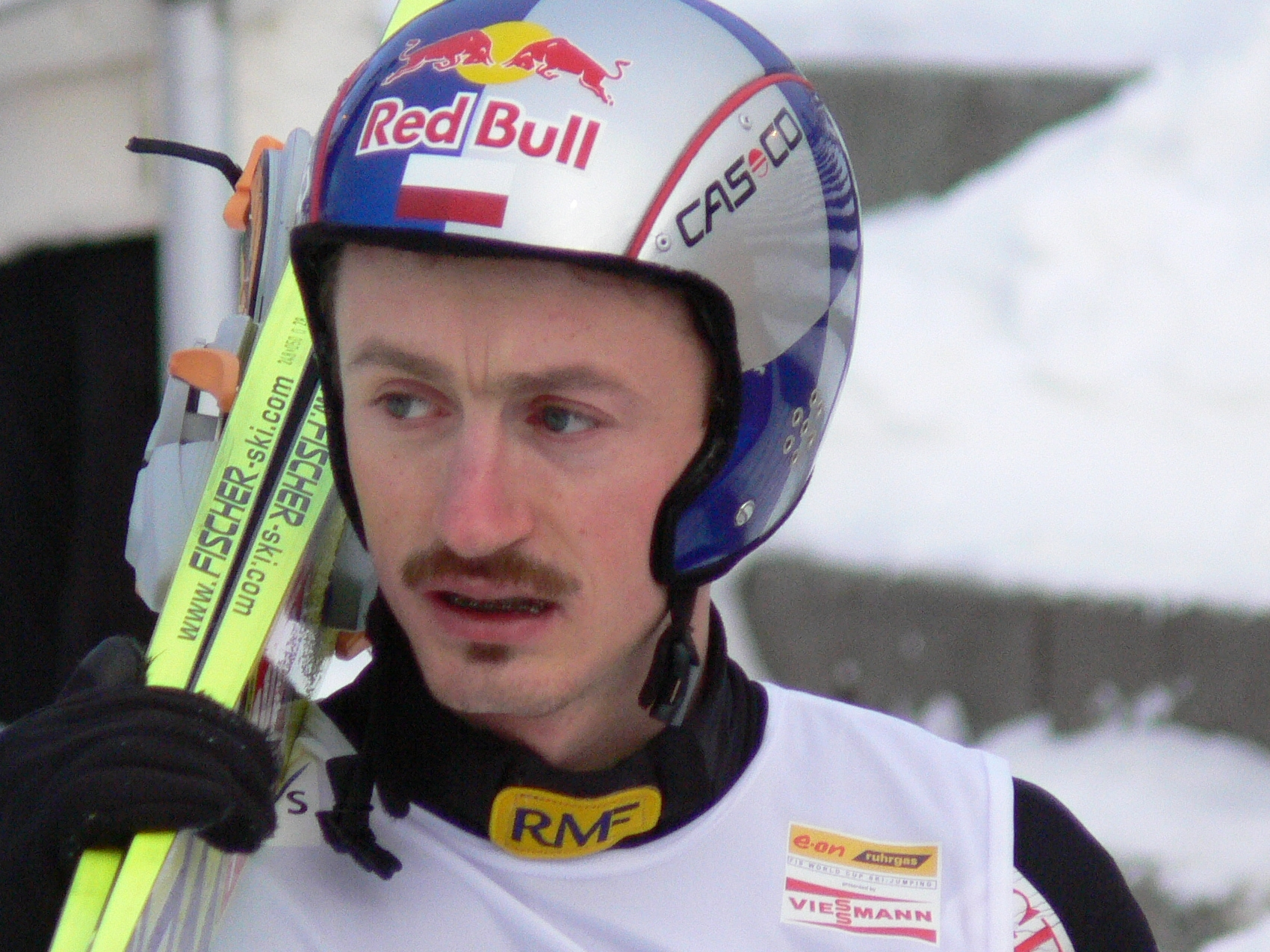
Adam Małysz siegte in beiden Einzelsprungwettbewerben

| Platz | Sportler             | Punkte |
| ----- | -------------------- | ------ |
| 1     | Adam Małysz          | 279,0  |
| 2     | Tommy Ingebrigtsen   | 263,0  |
| 3     | Noriaki Kasai        | 259,5  |
| 4     | Hideharu Miyahira    | 259,0  |
| 5     | Tami Kiuru           | 258,5  |
| 6     | Arttu Lappi          | 253,5  |
| 7     | Martin Höllwarth     | 250,5  |
| 8     | Veli-Matti Lindström | 249,0  |
| 9     | Matti Hautamäki      | 247,0  |
| 10    | Bjørn Einar Romøren  | 241,0  |

Weltmeister 2001:  Adam Małysz
Olympiasieger 2002:  Simon Ammann
Datum: 28. Februar 2003

### Großschanze K120
| Platz | Sportler           | Punkte |
| ----- | ------------------ | ------ |
| 1     | Adam Małysz        | 289,0  |
| 2     | Matti Hautamäki    | 286,5  |
| 3     | Noriaki Kasai      | 273,2  |
| 4     | Tommy Ingebrigtsen | 266,9  |
| 5     | Hideharu Miyahira  | 264,4  |
| 6     | Robert Kranjec     | 260,9  |
| 7     | Sven Hannawald     | 260,6  |
| 8     | Florian Liegl      | 257,2  |
| 9     | Michael Uhrmann    | 249,4  |
| 10    | Tami Kiuru         | 249,0  |

Weltmeister 2001:  Martin Schmitt
Olympiasieger 2002:  Simon Ammann
Datum: 22. Februar 2003

### Mannschaftsspringen K120
| Platz | Land        | Sportler                                                            | Punkte |
| ----- | ----------- | ------------------------------------------------------------------- | ------ |
| 1     | Finnland    | Janne Ahonen Tami Kiuru Arttu Lappi Matti Hautamäki                 | 1046,6 |
| 2     | Japan       | Kazuyoshi Funaki Akira Higashi Hideharu Miyahira Noriaki Kasai      | 1010,1 |
| 3     | Norwegen    | Tommy Ingebrigtsen Lars Bystøl Sigurd Pettersen Bjørn Einar Romøren | 0991,9 |
| 4     | Deutschland | Martin Schmitt Georg Späth Michael Uhrmann Sven Hannawald           | 0963,3 |
| 5     | Österreich  | Martin Höllwarth Andreas Kofler Andreas Widhölzl Florian Liegl      | 0961,8 |
| 6     | Slowenien   | Peter Žonta Rok Benkovič Primož Peterka Robert Kranjec              | 0954,5 |
| 7     | Polen       | Robert Mateja Tomisław Tajner Marcin Bachleda Adam Małysz           | 0898,4 |
| 8     | Tschechien  | Lukáš Hlava Jan Mazoch Jan Matura Jakub Janda                       | 0809,1 |
| 9     | Schweiz     | Marco Steinauer Sylvain Freiholz Andreas Küttel Simon Ammann        | 0763,1 |
| 10    | Italien     | Marco Beltrame Giancarlo Adami Stefano Chiapolino Roberto Cecon     | 0696,8 |

Weltmeister 2001:  Österreich Wolfgang Loitzl, Andreas Goldberger, Stefan Horngacher, Martin Höllwarth

Olympiasieger 2002:  Deutschland (Martin Schmitt, Sven Hannawald, Stephan Hocke, Michael Uhrmann)
Datum: 23. Februar 2003

## Resultate Nordische Kombination Männer

### Einzel Sprint (Großschanze K120/7,5 km)
| Platz | Sportler          | Zeit [min] |
| ----- | ----------------- | ---------- |
| 1     | Johnny Spillane   | 18:47,8    |
| 2     | Ronny Ackermann   | 18:49,1    |
| 3     | Felix Gottwald    | 18:49,1    |
| 4     | Georg Hettich     | 18:49,9    |
| 5     | Kenneth Braaten   | 19:00,6    |
| 6     | Kristian Hammer   | 19:19,6    |
| 7     | Ola Morten Græsli | 19:25,8    |
| 8     | Samppa Lajunen    | 19:38,2    |
| 9     | Kevin Arnould     | 19:39,8    |
| 10    | Wilhelm Denifl    | 19:40,1    |
| 11    | Matthias Menz     | 19:40,7    |
| …     | …                 | …          |
| 13    | Christoph Bieler  | 19:45,0    |
| 15    | Andreas Hurschler | 20:01,8    |
| 16    | Michael Gruber    | 20:09,7    |
| 17    | Björn Kircheisen  | 20:11,3    |
| 21    | Ronny Heer        | 20:19,2    |
| 23    | Marko Baacke      | 20:31,7    |
| 30    | Jan Schmid        | 20:49,7    |
| 35    | Seppi Hurschler   | 21:12,9    |

Weltmeister 2001:  Marko Baacke
Olympiasieger 2002:  Samppa Lajunen
Datum: 28. Februar 2003

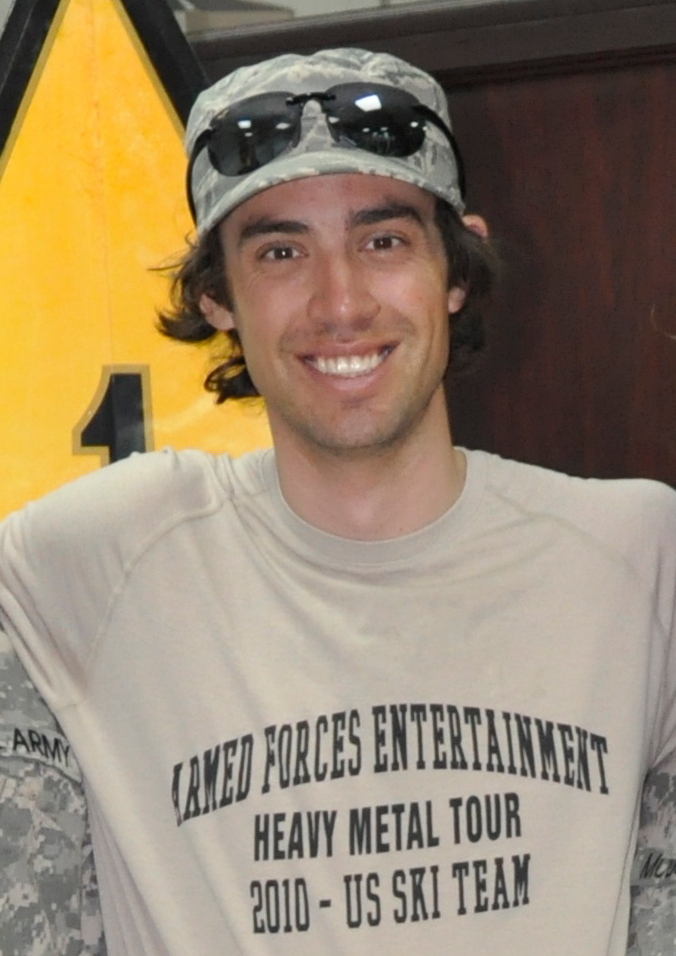
Überraschungsweltmeister Johnny Spillane

Der Sieg von Spillane war eine große Überraschung.
Stand nach dem Springen:

1. Georg Hettich (127,2/128,5) – 2. Ronny Ackermann (124,9/127; 9 s zurück) – 3. Matthias Menz (120,7/123,5; 26 s); – 5. Michael Gruber (119,1/123/0: 32 s) – 7. Felix Gottwald (118,5/122,5; 35 s) – 8 Christoph Bieler (115,6/120,5; 46 s) – 12. Wilhelm Denifl (113/117,5; 57 s)
Einer der Mitfavoriten, der Finne Hannu Manninen, belegte in 20:42,7 min nur Rang 27 – er war mit dem Springen nicht zurecht gekommen.

### Einzel (Normalschanze K95/15 km)

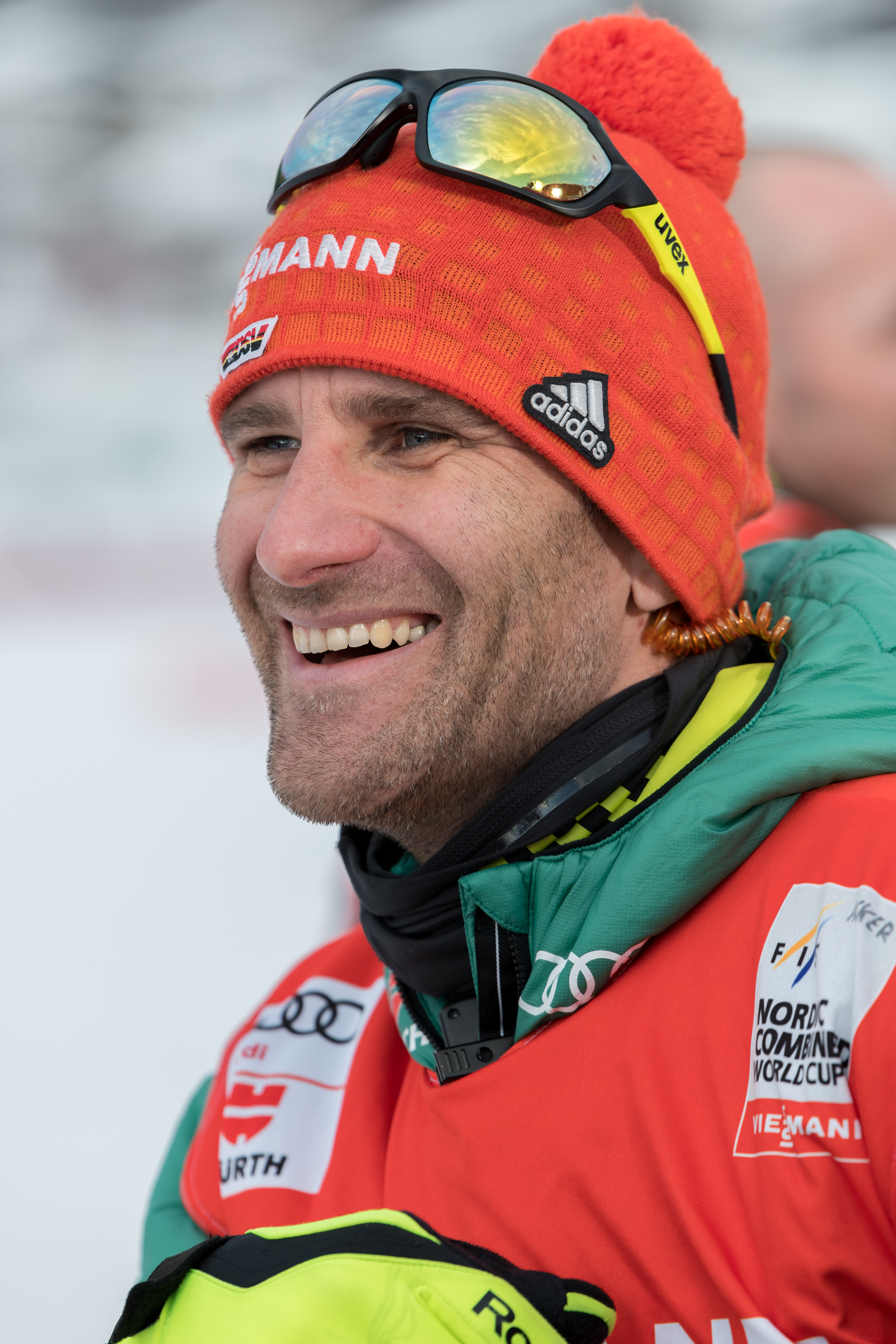
Ronny Ackermann errang seinen ersten WM-Titel

| Platz | Sportler         | Zeit [min] |
| ----- | ---------------- | ---------- |
| 1     | Ronny Ackermann  | 37:54,2    |
| 2     | Felix Gottwald   | 38:46,3    |
| 3     | Samppa Lajunen   | 39:10,1    |
| 4     | Georg Hettich    | 39:30,1    |
| 5     | Kristian Hammer  | 39:35,1    |
| 6     | Christoph Bieler | 39:50,4    |
| 7     | Björn Kircheisen | 39:50,4    |
| 8     | Wilhelm Denifl   | 40:05,9    |
| 9     | Kenneth Braaten  | 40:15,2    |
| 10    | Daito Takahashi  | 40:16,0    |
| …     | …                | …          |
| 12    | Michael Gruber   | 40:29,5    |

Weltmeister 2001:  Bjarte Engen Vik
Olympiasieger 2002:  Samppa Lajunen
Datum: 21. Februar 2003
Stand nach dem Springen:
1. Ronny Ackermann (260,0, 101,5/101) – 2. Hettich (252,5, 98,5/101; 30 s zurück) – 3. Christoph Bieler (240,0, 97,5/96,5; 1:20 min) – 4. Jaakko Tallus (236,5, 95,5/96,5; 1;34 min) – 5. Wilhelm Denifl (235,0, 97/95; 1:40 min) – 6. Samppa Lajunen (228,5, 95,5/92,5; 2:06 min) – 7. Felix Gottwald (224,5, 94,5/92,5; 2:22 min) – 8. Michael Gruber (224,0, 93,5/94; 2:24 min)
Die beste Laufzeit hatte Kristian Hammer, der von Platz fünfzehn auf Rang fünf lief.

### Mannschaft (Normalschanze K95/4 × 5 km)
| Platz | Land        | Sportler                                                          | Zeit [min] / Rückstand [min] |
| ----- | ----------- | ----------------------------------------------------------------- | ---------------------------- |
| 1     | Österreich  | Michael Gruber Wilhelm Denifl Christoph Bieler Felix Gottwald     | 0047:23,9                    |
| 2     | Deutschland | Thorsten Schmitt Georg Hettich Björn Kircheisen Ronny Ackermann   | 0+0:12,6                     |
| 3     | Finnland    | Hannu Manninen Jouni Kaitainen Jaakko Tallus Samppa Lajunen       | 0+1:15,5                     |
| 4     | Norwegen    | Ola Morten Græsli Petter Tande Kristian Hammer Kenneth Braaten    | 0+1:39,8                     |
| 5     | USA         | Carl Van Loan Jed Hinkley Johnny Spillane Todd Lodwick            | 0+3:15,2                     |
| 6     | Japan       | Norihito Kobayashi Daito Takahashi Junpei Aoki Satoshi Mori       | 0+4:09,7                     |
| 7     | Frankreich  | Ludovic Roux Mathieu Martinez Kevin Arnould Nicolas Bal           | 0+4:57,7                     |
| 8     | Schweiz     | Andreas Hurschler Ronny Heer Jan Schmid Andreas Hartmann          | 0+5:44,4                     |
| 9     | Russland    | Alexei Barannikow Dmitri Matwejew Jewgeni Penjagin Alexei Zwetkow | 0+6:43,5                     |
| 10    | Tschechien  | Ladislav Rygl Pavel Churavý Zdeněk Máka Patrik Chlum              | 0+8:04,5                     |
| 11    | Italien     | Andrea Longo Jochen Strobl Michele Giuliani Daniele Munari        | +11:03,1                     |

Weltmeister 2001:  Norwegen (Kenneth Braaten, Sverre Rotevatn, Bjarte Engen Vik, Kristian Hammer)

Olympiasieger 2002:  Finnland (Samppa Lajunen, Jari Mantila, Jaakko Tallus, Hannu Manninen)
Datum: 24. Februar 2003
Stand nach dem Springen:
1. Österreich (958,5 P / 13 s zurück) – 2. Deutschland (950,0 P – 3. Finnland (912,0 P / 1:10 min).
Die beste Laufzeit hatte Norwegen (Endrang 4) in 47:19,3 min vor Deutschland (47:23,5 min), Österreich (47:23,9 min) und Finnland (47:29,4 min).